# The Last Ship
The Last Ship – jedenasta studyjna płyta długogrająca Stinga wydana we wrześniu 2013. To pierwszy autorski materiał Stinga od czasu albumu Sacred Love. Płyta w momencie premiery na liście najlepiej sprzedających się albumów w Polsce, OLiS, zdobyła 1. miejsce zestawienia. Utwory pochodzą z musicalu "The Last Ship", którego premiera odbyła się w czerwcu 2014 r. Są one związane z historią upadku stoczni w Newcastle, niezwykle ważnej z punktu widzenia społeczeństwa miasta. Bohaterowie musicalu (zwłaszcza Sting jako Swan Hunters dorastający w anturażu stoczni) wyśpiewują treści ponadczasowe o wadze relacji międzyludzkich, społeczeństwa, wychowania, rodziny i o przemijaniu.
Album w Polsce uzyskał status podwójnie platynowej płyty.

## Lista utworów

### Wydanie podstawowe
| 1.  | "The Last Ship"                               | 3:51  |
|     |                                               |       |
| 2.  | "Dead Man's Boots"                            | 3:30  |
|     |                                               |       |
| 3.  | "And Yet"                                     | 3:53  |
|     |                                               |       |
| 4.  | "August Winds"                                | 3:18  |
|     |                                               |       |
| 5.  | "Language of Birds"                           | 3:30  |
|     |                                               |       |
| 6.  | "Practical Arrangement"                       | 3:20  |
|     |                                               |       |
| 7.  | "The Night the Pugilist Learned How to Dance" | 4:13  |
|     |                                               |       |
| 8.  | "Ballad of the Great Eastern"                 | 5:15  |
|     |                                               |       |
| 9.  | "What Have We Got?" + Jimmy Nail              | 3:35  |
|     |                                               |       |
| 10. | "I Love Her But She Loves Someone Else"       | 3:42  |
|     |                                               |       |
| 11. | "So to Speak" + Becky Unthank                 | 4:07  |
|     |                                               |       |
| 12. | "The Last Ship (Reprise)"                     | 3:20  |
|     |                                               |       |
|     |                                               | 45:34 |
|     |                                               |       |

### Płyta bonusowa wydania deluxe
| 1. | "Shipyard" featuring Jimmy Nail, Brian Johnson and Jo Lawry | 6:01  |
|    |                                                             |       |
| 2. | "It's Not the Same Moon"                                    | 2:55  |
|    |                                                             |       |
| 3. | "Hadaway"                                                   | 3:18  |
|    |                                                             |       |
| 4. | "Sky Hooks and Tartan Paint" featuring Brian Johnson        | 3:34  |
|    |                                                             |       |
| 5. | "Show Some Respect"                                         | 4:48  |
|    |                                                             |       |
|    |                                                             | 20:36 |
|    |                                                             |       |

### Płyta bonusowa wydania super deluxe
| 1. | "Shipyard" featuring Jimmy Nail, Brian Johnson and Jo Lawry    | 6:01  |
|    |                                                                |       |
| 2. | "It's Not the Same Moon"                                       | 2:54  |
|    |                                                                |       |
| 3. | "Hadaway"                                                      | 3:18  |
|    |                                                                |       |
| 4. | "Jock the Singing Welder"                                      | 2:49  |
|    |                                                                |       |
| 5. | "Sky Hooks and Tartan Paint" featuring Brian Johnson           | 3:36  |
|    |                                                                |       |
| 6. | "Peggy's Song" featuring Rachel Unthank                        | 2:39  |
|    |                                                                |       |
| 7. | "Show Some Respect"                                            | 4:52  |
|    |                                                                |       |
| 8. | "Practical Arrangement" Full original duet, featuring Jo Lawry | 4:35  |
|    |                                                                |       |
|    |                                                                | 30:44 |
|    |                                                                |       |